# Dimitri Rebikoff
Dimitri Rebikoff est un ingénieur français spécialisé dans la prise de vue sous-marine, né à Paris le 23 mars 1921, mort en Floride en août 1997.

## Biographie
Après la guerre, il fait des études à la Sorbonne, ouvre un atelier à Lausanne, où il développe un colorimètre, puis donne à la photographie une invention déterminante, celle de l'« Éclatron », premier flash électronique commercialisé en Europe, en 1947, après quatre ans de recherches. Pour la première fois, il est possible de photographier une balle sortant du canon d'un révolver au 1/1 000 000 de seconde.
Il se marie avec la photographe Ada Niggeler et s'installe à Cannes où il peut expérimenter toutes ses inventions concernant la prise de vue sous-marine.
En 1950, il met au point le premier flash électronique sous-marin et le premier caisson pour appareil de petit format, adapté au Foca. Un autre caisson étanche était conçu pour l'appareil stéréoscopique Vérascope 40.
Puis il entreprend la construction de la première « torpille » de prise de vue sous-marine, petit véhicule sous-marin individuel équipé d'un flash électronique et d'un caisson étanche contenant un appareil photographique ou une caméra 16 mm,. Cette « torpille » fut à l'origine de son « avion sous-marin » qui était doté d'instruments caractéristiques d'un avion, comme l'horizon artificiel, le gyrocompas, l'altimètre (ici évidemment pour la profondeur), l'indicateur de vitesse, etc. qui permettaient au pilote de naviguer avec précision dans des conditions de visibilité nulles dans les trois dimensions. La « torpille » donna au plongeur une autonomie et une capacité inconnues jusqu'alors de se rendre à un endroit précis dans les profondeurs et de pouvoir y retourner. De là sa similitude avec l'avion.  
Rebikoff s'installe définitivement aux États-Unis en 1959 et continue à mettre au point des appareils de prise de vue sous-marine, cette fois pour l'US Navy. Il construisit aussi un fusil sous-marin
Il a participé, en 1971, avec Pierre Carnac, à l'exploration sous-marine de la route de Bimini, avec son nouveau scooter sous-marin « Remora M-114-E ».
À partir de 1980, il se consacre, en compagnie de son épouse, à une fondation nommée Institute of Marine Technology, à Fort Lauderdale, en Floride, pour le développement de la photographie et du cinéma sous-marins.

## Prix Dimitri Rebikoff
Chaque année, le prix Dimitri Rebikoff récompense une réalisation de vidéo sous-marine dans le cadre du Festival mondial de l'image sous-marine d'Antibes.

## Publications

### Ouvrages
- L'Exploration sous-marine, préface d'Yves Le Prieur, Arthaud, 1952.
- [Collectif], Sortilèges de Paris, avec Brassaï, Robert Doisneau, etc., Arthaud, 1952
  - Livre de photographies.
- Photo sous-marine, préface d'Yves Le Prieur et avant-propos d'Henri Broussard, Publications Paul Montel, 1952
  - 40 photographies et schémas.
- La Pratique du flash électronique, Publications Paul Montel, 1955.
- En avion sous la mer, illustrations de Michel Jouin, Pierre Horay, 1956.
- L'Aviation sous-marine, Flammarion, 1961.
- (en) Underwater Photography, avec Paul Cherney, Amphoto, 1975.

### Articles

#### Science et Vie
- Articles parus dans Science et Vie :
  - no 428, mai 1953
  - no 430, juillet 1953
  - no 432, septembre 1953
- Le Cinéma sous-marin associe le relief à la couleur[8], extrait de Science et Vie, no 442, juillet 1954.
- La Récupération des épaves, extrait de Science et Vie, no 444, septembre 1954.
- Après 2000 ans on retrouve l'empreinte d'une hache, extrait de Science et Vie, no 445, octobre 1954.

#### Point de vue
- « Les trésors des mers », Point de vue – Images du Monde, Paris, Point de vue, Images du Monde, 9e année, nouvelle série, no 283,‎ 5 novembre 1953, première de couverture, p. 12, p. 13, p. 14, p. 15 et p. 24 (ISSN 0750-0475, BNF 34383201).Il s'agit de l’épave du Titan proche de la pointe est de l'île du Levant[9].
- La Pêche sous-marine, extrait de Point de vue, no 314, juin 1954.

#### Divers
- La Torpille sous-marine, extrait de Camping Plein Air, septembre 1953.

### Divers
- Guy de Frondeville, Les Visiteurs de la mer, éditions Le Centurion, 1956
  - Préface de Dimitri Rebikoff.